# Plestan
Plestan település Franciaországban, Côtes-d’Armor megyében. Lakosainak száma 1637 fő (2022. január 1.). Plestan Jugon-les-Lacs-Commune-Nouvelle, La Malhoure, Noyal, Plédéliac, Plénée-Jugon, Saint-Rieul, Tramain és Lamballe-Armor községekkel határos.

## Népesség
A település népességének változása:
| Lakosok száma | 1317 | 1245 | 1306 | 1508 | 1537 | 1575 | 1598 | 1617 | 1635 | 1637 |
|               | 1968 | 1982 | 1990 | 2006 | 2013 | 2015 | 2017 | 2019 | 2020 | 2022 |